# Lillsjön (Svinhults socken, Östergötland)
Lillsjön är en sjö i Ydre kommun i Östergötland och ingår i Motala ströms huvudavrinningsområde.